# May Borraz
May Borraz (Barcelona, 1966) es una escritora y periodista española, especializada en viajes.

## Trayectoria
Es licenciada en Filología inglesa y en Filosofía, carreras que cursó en la Universidad Autónoma de Barcelona (UAB). Ha trabajado como profesora, traductora y periodista de viajes. Junto a su pareja, Marc Ripol, Borraz ha publicado varias guías de viajes. En 2016, presentaron Ámsterdam responsable con información práctica de Ámsterdam, sobre monumentos, mercados, restaurantes, alojamientos, transportes, etc. Al año siguiente, en 2017, se publicó ¿Cuánto falta?: viajar en coche con niños por Europa donde proponen 20 rutas pensadas para hacer en coche y en familia por Europa, en las que no hay trayectos demasiado largos y se alternan con visitas a espacios infantiles.

### Memoria Histórica
El abuelo de Borraz se llamaba Sebastián Blasco Aznar (1895-1939) y era de Andorra, en la provincia de Teruel. Por haberse significado a favor de la República y haber colaborado con organizaciones republicanas de izquierda locales, fue asesinado el 17 de abril de 1939, una semana después de que terminara la guerra civil. Sin embargo, su muerte constó oficialmente como suicidio cuando iba a ser detenido por la Guardia Civil, pese a que la familia no lo creyera. En 2020, habiendo pasado 80 años de su desaparición, Borraz, con la ayuda de la Asociación para la Recuperación de la Memoria Histórica (ARMH), pudo exhumar el cuerpo de Blasco en la zona conocida como el “Corralico”, junto a la tapia del cementerio de Andorra, después de una larga búsqueda de su paradero.
De ese proceso de cinco años de investigación, búsqueda, exhumación y recuperación de la memoria desaparecida de Blasco, Borraz escribió el libro El último cuento. De abuelos y cunetas que publicó en 2020. La obra, escrita a modo de diario, con un diálogo ficticio entre Borraz y su abuela Manuela Bielsa Pradas, la viuda de Blasco, partió de la necesidad de la familia de conocer qué le ocurrió, cómo murió y dónde estaban enterrados sus restos.

## Obra

### Guías de viajes
- 2010 – Yakarta. Alhena Media. Junto a Marc Ripol. ISBN 978-84-92963-14-0.[18]
- 2012 – El Cairo. Alhena Media. Junto a Marc Ripol. ISBN 978-84-92963-71-3.[19]
- 2014 – Menorca responsable. Junto a Marc Ripol. ISBN 978-84-92963-48-5.[20]
- 2016 – Bangkok responsable. Junto a Marc Ripol. ISBN 978-84-16395-08-8.[21]
- 2016 – Ámsterdam responsable. Junto a Marc Ripol. Alhena Media. ISBN 9788416395118.[22]
- 2017 – ¿Cuánto falta?: viajar en coche con niños por Europa. Junto a Marc Ripol. Alhena Media. ISBN 9788416395699.[23]
- 2021 – Europa a tu aire. 80 rutas sobre ruedas. VVAA. Alhena Media. ISBN 9788418086199.

### Novela
- 2020 – El último cuento. De abuelos y cunetas. Ed. Calipso L&Z. ISBN 978-8409300525.